# Campeonato Paraense de Futebol de 2004
O Campeonato Paraense de Futebol de 2004 foi a 92º edição da divisão principal do campeonato estadual do Pará. O campeão foi o Remo que conquistou seu 40º título na história da competição. O Paysandu foi o vice-campeão. O artilheiro do campeonato foi Wegno, jogador do Castanhal, com 13 gols marcados.

## Classificação

### 1ª fase (Taça ACLEP)
| Taça ACLEP de 2004            |
| Belém                         |
| ----------------------------- |
| Carajás Bicampeão (3º título) |

### Fase Principal

#### Participantes
| Equipe          | Cidade          | Em 2003                                 | Estádio           | Capacidade | Títulos (mais recente) | Part. |
| --------------- | --------------- | --------------------------------------- | ----------------- | ---------- | ---------------------- | ----- |
| Águia de Marabá | Marabá          | 4º (Fase Principal)                     | Zinho de Oliveira | 5.000      | 0 (não possui)         | 5     |
| Ananindeua      | Ananindeua      | 7º (Fase Principal)                     | Souza             | 5.000      | 0 (não possui)         | 5     |
| Bragantino      | Bragança        | 6º (Primeira Fase)                      | Diogão            | 5.000      | 0 (não possui)         | 9     |
| Carajás         | Outeiro (Belém) | 6º (Fase Principal)                     | Ilha de Outeiro   | 5 000      | 0 (não possui)         | 4     |
| Castanhal       | Castanhal       | 9º (Primeira Fase) 1º (Segunda Divisão) | Modelão           | 7.500      | 0 (não possui)         | 9     |
| Paysandu        | Belém           | 3º (Fase Principal)                     | Curuzu            | 16.200     | 40 (2002)              | 88    |
| Tuna Luso       | Belém           | 2º (Fase Principal)                     | Souza             | 5.000      | 10 (1988)              | 70    |
| Remo            | Belém           | 1º (Fase Principal)                     | Baenão            | 12.000     | 39 (2003)              | 88    |

#### 1º turno (Taça Cidade de belém)
| Taça Cidade de Belém 2004 |
| ------------------------- |
|                           |
| Remo Campeão (1º título)  |

#### 2º turno (Taça Estado do Pará)
| Taça Estado do Pará 2004 |
| ------------------------ |
|                          |
| Remo Campeão (1º título) |

## Premiação
| Campeonato Paraense de 2004 |
| Belém                       |
| --------------------------- |
| Remo Bicampeão (40º título) |